# Cité Georges-Ambroise-Boisselat-et-Blanche
La cité Georges-Ambroise-Boisselat-et-Blanche est une voie du 20e arrondissement de Paris, en France.

## Situation et accès
La cité Georges-Ambroise-Boisselat-et-Blanche est une voie privée située dans le 20e arrondissement de Paris. Elle débute au 129 bis, rue d'Avron et se termine au 5 bis, rue des Rasselins.

## Origine du nom
Cette voie est baptisée d'après le nom des propriétaires des terrains.

## Historique
Initialement dénommée « passage des Rasselins », cette voie est ouverte à la circulation publique par un arrêté municipal du 10 juillet 1991.